# Wyższa Szkoła Zarządzania i Administracji w Zamościu
Wyższa Szkoła Zarządzania i Administracji w Zamościu – była uczelnia niepubliczna założona w 1997 roku. Prowadziła studia I i II stopnia oraz studia podyplomowe. Uczelnia była częścią Konsorcjum Akademickiego, które tworzy również Wyższa Szkoła Informatyki i Zarządzania w Rzeszowie oraz Wyższa Szkoła Europejska im. ks. Józefa Tischnera w Krakowie.
W dniu 09.09.2022 Wyższa Szkoła Zarządzania i Administracji w Zamościu została wykreślona z ewidencji szkół wyższych.

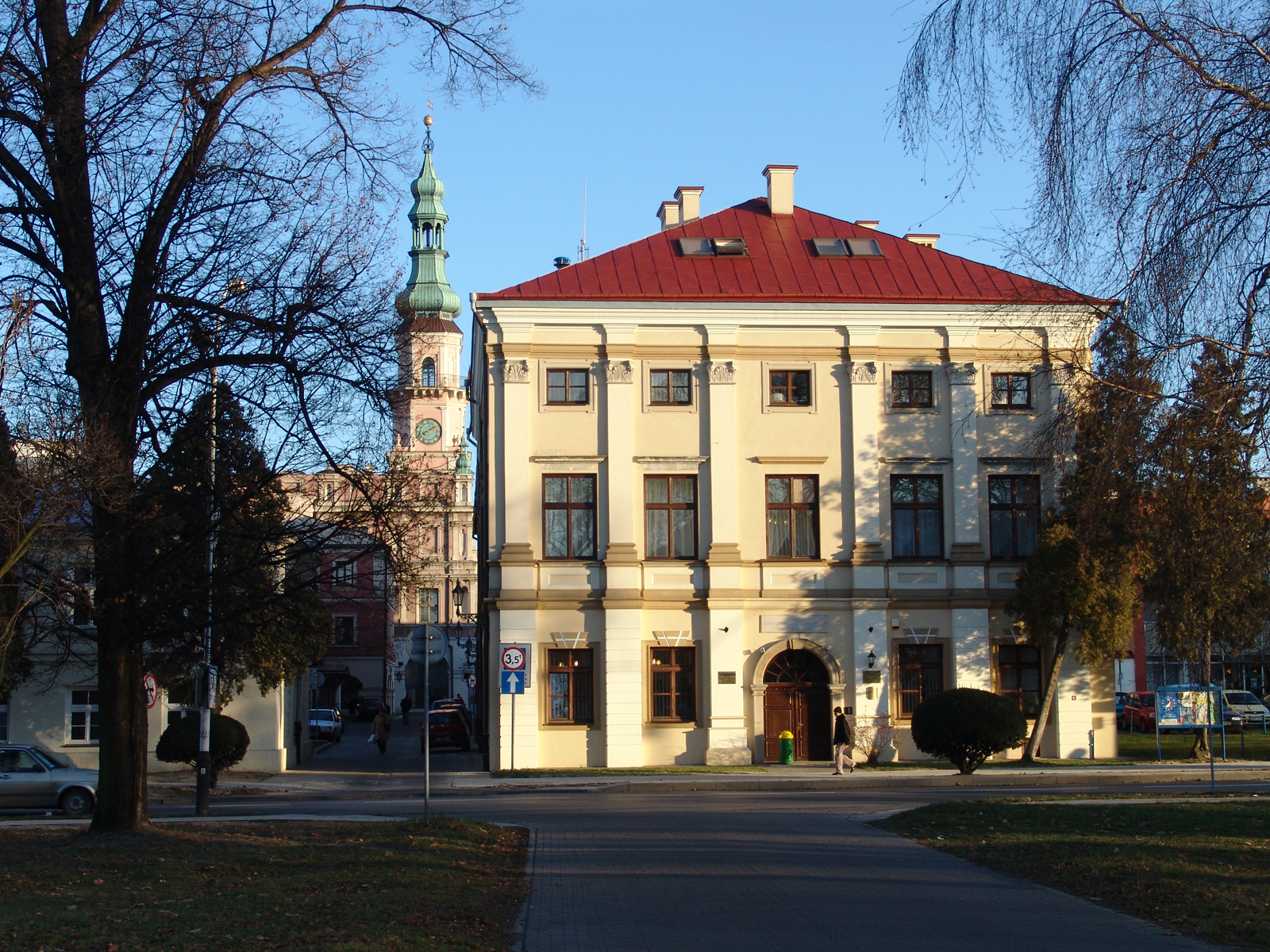
Collegium Maius, ul. Akademicka 4

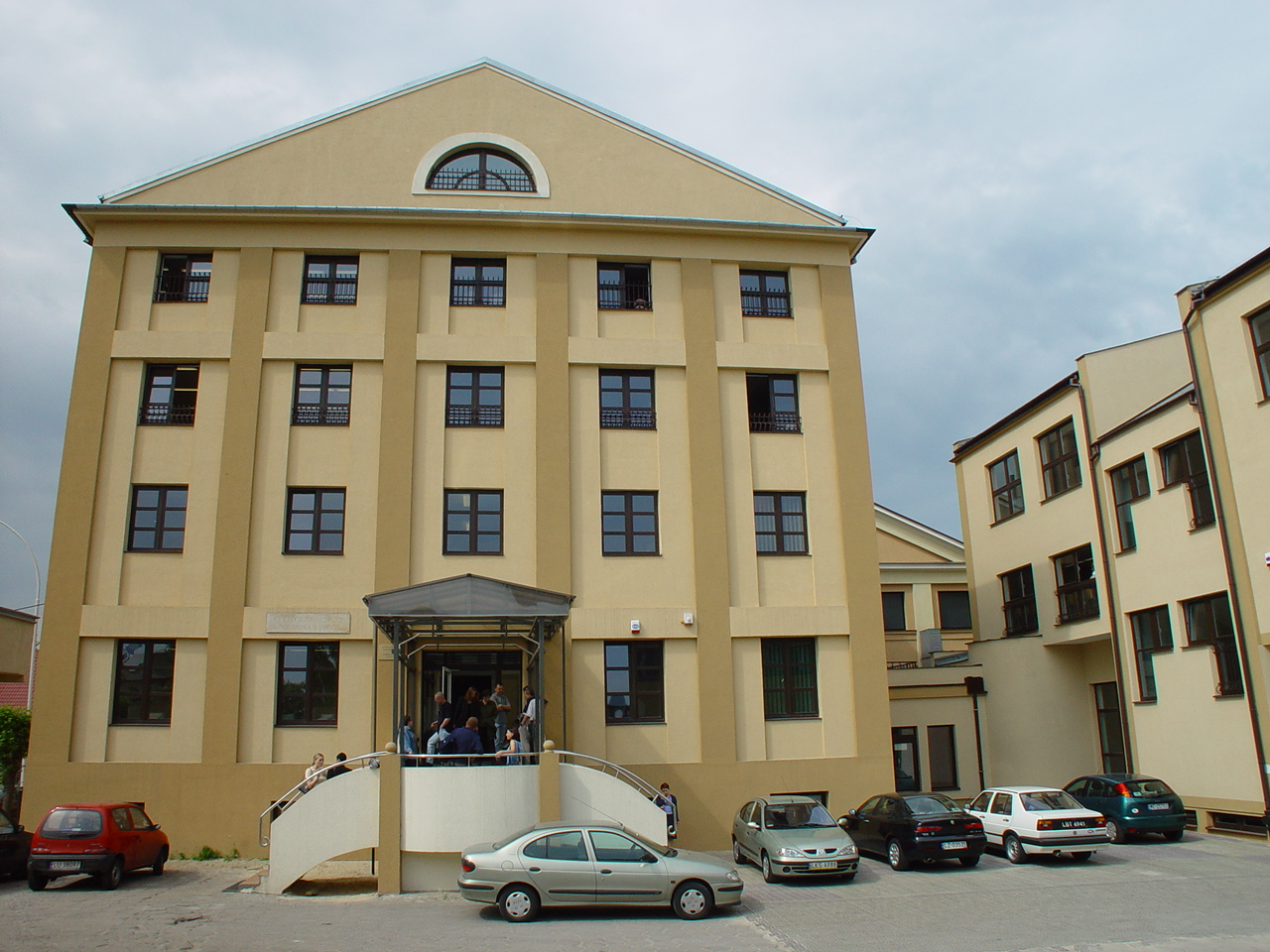
Collegium Novum, ul. Sienkiewicza 22a

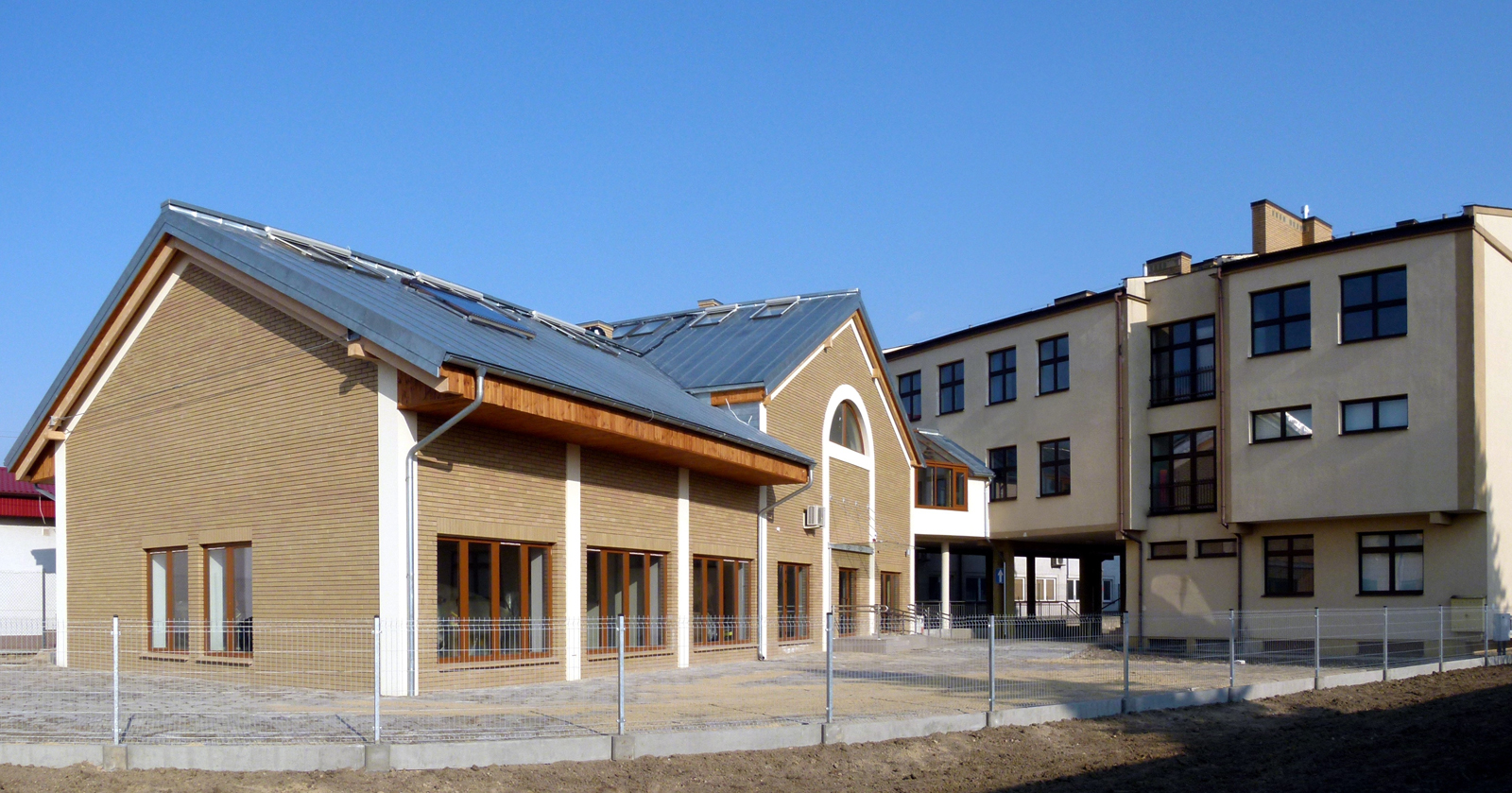
Laboratoria budownictwa, ul. Sienkiewicza 22a

## Kierunki studiów

### Licencjackie
- Administracja
- Bezpieczeństwo wewnętrzne
- Finanse i rachunkowość
- Fizjoterapia
- Pedagogika
- Pielęgniarstwo

### Inżynierskie
- Budownictwo
- Informatyka

### Magisterskie
- Fizjoterapia

### Studia w j. angielskim
- Fizjoterapia (I i II stopień)
- Pielęgniarstwo (I stopień)